# Sempervivum atropatanum
Sempervivum atropatanum ist eine Pflanzenart aus der Gattung der Hauswurzen (Sempervivum) in der Familie der Dickblattgewächse (Crassulaceae).

## Beschreibung

### Vegetative Merkmale
Sempervivum atropatanum wächst als Rosettenpflanze mit einem Durchmesser von 2 bis 5,5 Zentimeter und bildet wenige, 1 bis 3 Zentimeter lange Ausläufer. Die länglich elliptischen Laubblätter sind feinspitzig. Ihre Blattspreite ist etwa 15 Millimeter lang und 7 Millimeter breit.

### Generative Merkmale
Der Blütentrieb erreicht eine Länge von 10 bis 20 Zentimeter. Er trägt Blätter, die länger und breiter sind als diejenigen der Blattrosette. Der Blütenstand besteht aus vier- bis siebenblütigen Zymen mit zwei bis drei Wickeln. Die zehn- bis elfzähligen Blüten stehen an 1 bis 3 Millimeter langen Blütenstielen und weisen einen Durchmesser von etwa 2 Zentimeter auf. Ihre Kelchblätter sind auf einer Länge von bis zu 2 Millimeter miteinander verwachsen. Sie sind schmal dreieckig, besitzen eine purpurfarbene Spitze und sind 4 bis 5 Millimeter lang. Die schmal länglichen, spitzen, hellgelben Kronblätter weisen eine Länge von 9 bis 10 Millimeter auf und sind etwa 1,5 Millimeter breit. Die Staubfäden sind hellgelb, der kahle Griffel ist etwa 1,5 Millimeter lang. Die gerundeten Nektarschüppchen sind groß.

## Systematik und Verbreitung
Sempervivum atropatanum ist im Norden von Iran in Höhen von etwa 1950 Metern verbreitet.
Die Erstbeschreibung durch John Adrian Naicker Parnell wurde 1989 veröffentlicht.

## Nachweise